# چتگون
چتگون (به لاتین: Çətgün) یک منطقه مسکونی در جمهوری آذربایجان است که در شهرستان قوسار واقع شده است. چتگون ۱۴۹ نفر جمعیت دارد.